# Уэстерн Юнайтед
«Уэ́стерн Юна́йтед» (англ. Western United FC) — австралийский профессиональный футбольный клуб, базирующийся в западном Мельбурне. Выступает в Эй-лиге, высшем дивизионе футбола Австралии, с 2019 года.

## История
В августе 2018 года Футбольная федерация Австралии объявила о принятии восьми финальных заявок на вхождение в Эй-лигу на следующем этапе расширения с сезона 2019/20, среди которых была заявка Western Melbourne Group. 13 декабря 2018 года ФФА объявила об одобрении заявок Western Melbourne Group и Macarthur South West Sydney и их вступлении в Эй-лигу в сезонах 2019/20 и 2020/21 соответственно.
11 января 2019 года клуб объявил о назначении Джона Анастасиадиса на должность ассистента главного тренера. 24 января 2019 года Джон Хатчинсон также был назначен ассистентом главного тренера.
31 января 2019 года клуб нанял первого игрока, подписав греческого атакующего полузащитника Панайотиса Коне. 12 февраля 2019 года был подписан второй игрок и первый австралиец, защитник «Соккеруз» Джош Рисдон.
13 февраля 2019 года путём публичного голосования были выбраны название клуба — «Уэстерн Юнайтед», и цвета — зелёный и чёрный. 8 мая 2019 года был представлен логотип «Уэстерн Юнайтед». 20 мая 2019 года «Уэстерн Юнайтед» объявил о партнёрстве с итальянским спортивным брендом Kappa. 23 мая 2019 года первым главным тренером «Уэстерн Юнайтед» был назначен Марк Рудан. 18 июня 2019 года клуб представил свою инаугуральную форму.
«Уэстерн Юнайтед» сыграл свой дебютный матч в Эй-лиге 13 октября 2019 года против «Веллингтон Феникс», одержав победу со счётом 1:0 благодаря голу Бесарта Бериши. В своём дебютном сезоне, 2019/20, клуб финишировал на пятом месте в регулярном чемпионате и пробился в плей-офф, где, выбив в четвертьфинале «Брисбен Роар», выбыл в полуфинале от «Мельбурн Сити».

## Стадион
Свои домашние матчи «Уэстерн Юнайтед» проводит попеременно на «Джи-эм-эйч-би-эй Стэдиум» в Джелонге, «Марс Стэдиум» в Балларате и «Эй-эй-эм-ай Стэдиум» в Мельбурне.
Постоянным домашним стадионом клуба станет «Уайндем Сити Стэдиум» в Тарните, строительство которого начнётся в середине 2021 года, а открытие приурочено к женскому чемпионату мира 2023 года.

## Текущий состав
| №  |                | Поз. | Имя                 | Год рождения |
| -- | -------------- | ---- | ------------------- | ------------ |
| 1  | Флаг Англии    | Вр   | Джейми Янг          | 1985         |
| 4  | Флаг Швейцарии | Защ  | Лео Лакруа          | 1992         |
| 5  | Флаг Австралии | Защ  | Дилан Пьериас       | 2000         |
| 6  | Флаг Японии    | Защ  | Томоки Имаи         | 1990         |
| 8  | Флаг Австралии | Нап  | Лахлан Уэйлз        | 1997         |
| 9  | Флаг Австралии | Нап  | Дилан Венцель-Холлс | 1997         |
| 10 | Флаг Австралии | ПЗ   | Стивен Лустика      | 1991         |
| 11 | Флаг Австралии | Нап  | Коннор Пейн         | 1993         |
| 12 | Флаг Австралии | Защ  | Далибор Маркович    | 2002         |
| 13 | Флаг Австралии | Защ  | Иван Вуйица         | 1997         |
| 16 | Флаг Словении  | ПЗ   | Рене Крхин          | 1990         |
| 17 | Флаг Австралии | Защ  | Бен Гаруччо         | 1995         |
| 19 | Флаг Австралии | Защ  | Джош Рисдон         | 1992         |
| 21 | Флаг Австралии | ПЗ   | Себастьян Паскуали  | 1999         |

| №  |                | Поз. | Имя                   | Год рождения |
| -- | -------------- | ---- | --------------------- | ------------ |
| 23 | Флаг Италии    | ПЗ   | Алессандро Дьяманти   | 1983         |
| 25 | Флаг Австралии | ПЗ   | Люк Дузел (а)         | 2002         |
| 26 | Флаг Австралии | ПЗ   | Николас Миланович (а) | 2001         |
| 27 | Флаг Австралии | ПЗ   | Джерри Скотадис       | 2000         |
| 31 | Флаг Австралии | ПЗ   | Адису Байев (а)       | 2001         |
| 33 | Флаг Австралии | Защ  | Бен Коллинз (а)       | 2000         |
| 34 | Флаг Австралии | ПЗ   | Кристиан Теохарус (а) | 1999         |
| 36 | Флаг Австралии | Защ  | Айяк Дью (а)          | 2001         |
| 37 | Флаг Австралии | Вр   | Райан Скотт           | 1995         |
| 38 | Флаг Австралии | Нап  | Ноа Ботич             | 2002         |
| 42 | Флаг Австралии | ПЗ   | Рис Божиновски (а)    | 2004         |
| 44 | Флаг Австралии | Защ  | Николай Топор-Стэнли  | 1985         |
| 88 | Флаг Австралии | ПЗ   | Нил Килкенни          | 1985         |
| 99 | Флаг Сербии    | ПЗ   | Александар Прийович   | 1990         |